# Oekraïense regeringscrisis van 2008
De Oekraïense regeringscrisis van 2008 ontstond toen in september 2008 de meer prowesterse coalitie, bestaande uit Ons Oekraïne van president Viktor Joesjtsjenko en Blok Joelija Tymosjenko van premier Joelija Tymosjenko, uiteenviel na een ruzie tussen beide partijen. Ons Oekraïne stopte de samenwerking vanwege een ruzie met de partij van Tymosjenko, die te veel zou aanschurken tegen de belangrijkste oppositiepartij van de russofiele ex-premier Viktor Janoekovytsj. Ook werd Tymosjenko verweten dat ze had ingestemd met wetgeving die de macht van president Joesjtsjenko inperkte. Joesjtsjenko maakte op 8 oktober tijdens een televisietoespraak bekend dat hij het parlement zou ontbinden en nieuwe verkiezingen zou uitschrijven. Deze zouden oorspronkelijk een jaar na de verkiezingen van 2007 plaatsvinden en het zouden sinds Oranjerevolutie van 2004 de derde verkiezingen in slechts vier jaar tijd geweest zijn.
Op 20 oktober werd besloten de verkiezingen van 7 december uit te stellen naar 14 december. Reden hiervoor was de kredietcrisis. Joesjtsjenko had enkele dagen daarvoor het parlement bij elkaar geroepen, zodat er gestemd kon worden over maatregelen om de kredietcrisis aan te pakken. Oekraïne had namelijk flink te lijden onder de kredietcrisis en vroeg daarom bij het IMF een lening aan van 14 miljard dollar. Volgens deskundigen werd de aanpak van de kredietcrisis echter overschaduwd door de politieke crisis. Het parlement keurde de financiering van verkiezingen echter niet goed en het bleef dus onduidelijk wanneer en of er nieuwe verkiezingen zouden worden gehouden. Uiteindelijk bleven deze dan ook uit en werd op 16 december 2008 een nieuwe regering gevormd door Blok Tymosjenko, Ons Oekraïne en het kleinere Blok Lytvyn.